# بورومتینگا

بورومتینگا شهری در شهرستان توئسه در استان بازگا در بورکینافاسوی مرکزی است و جمعیت آن ۸۴۴ نفر است.